# Kim jesteś kochanie
Kim jesteś kochanie – polski spektakl telewizyjny fabularny, zrealizowany w 1978 r. na podstawie powieści Joanny Chmielewskiej „Romans wszech czasów”. Reżyseria – Andrzej Żmijewski.

## Obsada
- Jolanta Lothe – Joanna
- Jan Machulski – mąż
- Piotr Komorowski – Marek Rajewski
- Irena Karel – czarnowłosa piękność
- Eugeniusz Kamiński – Palanowski
- Jerzy Prażmowski – pułkownik MO
- Jan Młodawski – kapitan Ryniak
- Barbara Bargiełowska
- Jerzy Karaszkiewicz
- Marian Krawczyk
- Zbigniew Kryński
- Zdzisław Salaburski